# Pont du Port-à-l'Anglais
Le pont du Port-à-l'Anglais est un pont suspendu entre Alfortville et Vitry-sur-Seine utilisé par les voitures et les piétons pour franchir la Seine. 

## Historique

### Avant la construction
C'est à la hauteur du pont du Port-à-l'Anglais qu'étaient récupérées les boules de Moulins, moyen de transport fluvial du courrier inventé en 1870 pour rétablir les communications avec Paris interrompues depuis le début du siège de la capitale par les Prussiens.

### Origine du nom
L'origine du nom est dû à la famille Langlois, serfs affranchis en 1280 par une charte de Notre-Dame-de-Paris qui développent, sur leur propriété, une ferme et un port sur la Seine et dont les bateaux transportent voyageurs, marchandises et bétail d'une rive à l'autre,.
Par suite d'une altération, le port-à-Langlois est devenu le port-à-l'Anglois, puis le port-à-l'Anglais.
La carte des Chasses du Roi, réalisée par Jean-Baptiste Berthier de 1764 à 1773 et de 1801 à 1807, figure une remise du port à l'Anglois et un lieu-dit éponyme, au bord du fleuve.

### Construction
Un premier projet de pont est lancé en 1896. Les plans du pont (initialement cantilever) changent plusieurs fois et les financements font défaut. En 1912, un concours est lancé sans contrainte sur le type de pont à construire. Dix projets sont présentés. Le projet retenu est celui présenté par Ferdinand Arnodin. Le pont est inspiré du système des ponts suspendus rigides inventé par le polytechnicien Albert Gisclard : les câbles et les pièces de fonderie forment un système rigide et indéformable de polygones.
Ferdinand Arnodin (qui possède l'exclusivité sur la construction des ponts Gisclard) a présenté un ouvrage divisé en trois travées : l'une, centrale de 132 m de portée, et deux latérales de 56 m (ou 57,130,58). Il présente par conséquent deux piles et deux culées avec des massifs d'ancrage pour les câbles de suspension. Les piles sont fondées à l'air comprimé. Elles ont une largeur de 7,50 m au niveau des fondations. Elles se prolongent chacune par deux pylônes métalliques de 26 m de hauteur environ, supportant les chariots sur lesquels s'accrochent les câbles. Le prix de ce projet demandé par les Établissements Ferdinand Arnodin est de 1 370 000 francs, de beaucoup inférieur à celui demandé par les autres constructeurs.
Le projet initial est modifié suivant les remarques de la commission des marchés, comprenant des ingénieurs des ponts et chaussées et des architectes.
En 1914, les travaux commencent sous la surveillance de l'inspecteur des ponts et chaussées Mayer. Ils sont interrompus par la Première Guerre mondiale. Les travaux sont repris en 1921 et terminés en 1928 sous le contrôle des ingénieurs en chef des ponts et chaussées Levaillant et Chalon.

### Développement et entretien
Le pont est endommagé lors de la Seconde Guerre mondiale, et réparé en 1946. La suspente est modifiée à cette occasion. Entre 1970 et 1980, une réfection totale du pont est entreprise. Les carrefours d'accès au pont sont réaménagés en 1973.
Dans les années 1980, des travaux d'étanchéité et de remise en peinture sont effectués. En 2016, un budget de 3,4 millions d'euros est consacré à la réhabilitation du pont, dont les parties métalliques usées par l'érosion,. En 2019, un nouveau système d'éclairage est installé, visant à mettre en valeur l'architecture du pont la nuit.

## Présentation technique

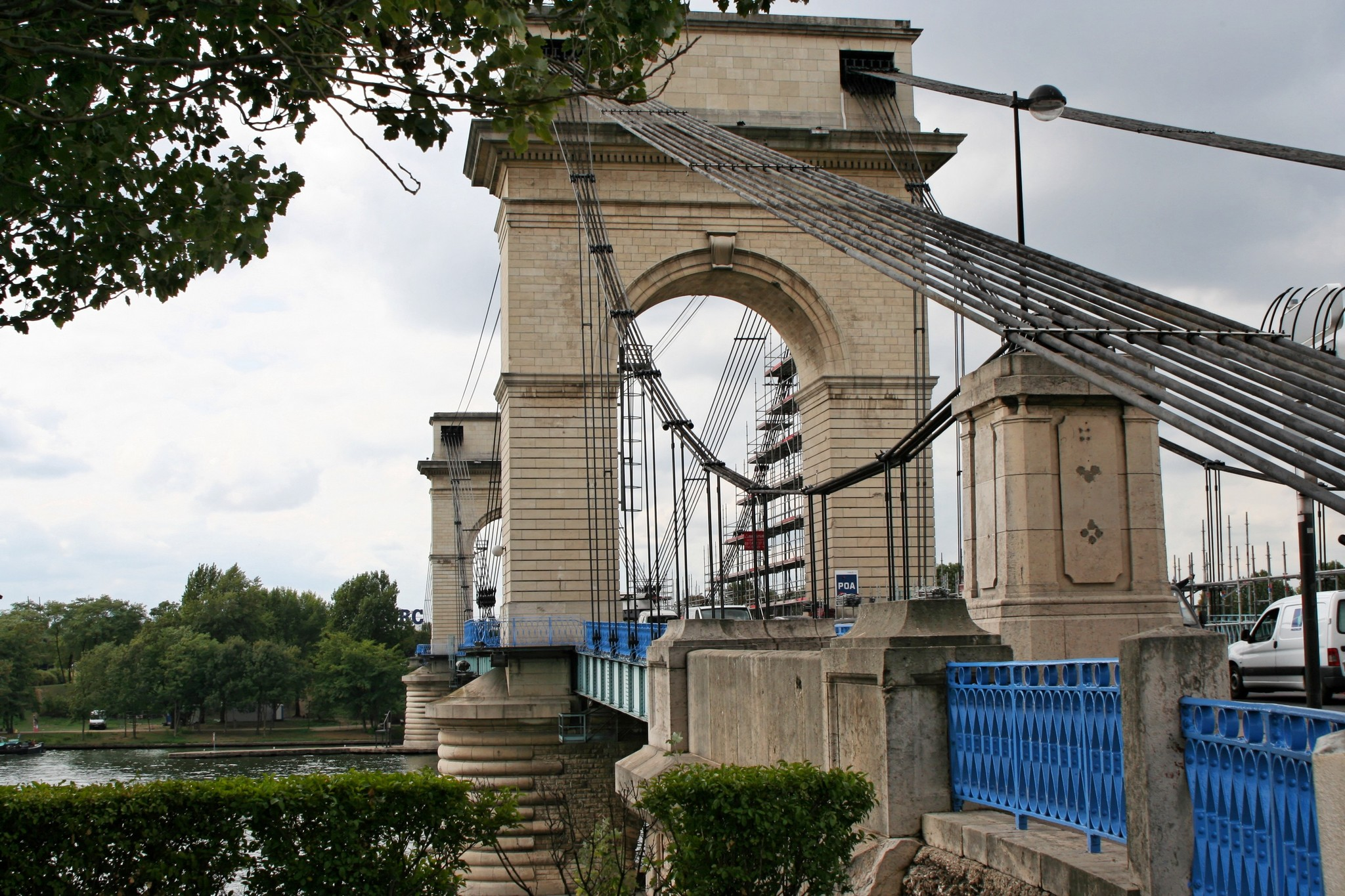
Pont du Port-à-l'Anglais, 2009.

Il mesure 250 m de long sans les ancrages, selon trois travées en acier de 58, 130 et 57 m. Les deux piles sont construites dans l'axe des bajoyers des deux écluses du barrage afin de ne pas gêner la circulation des bateaux. Les deux pylônes en béton de 26 m de haut sont édifiés en forme d'arc de triomphe afin de donner à l'ensemble un aspect moins industriel.

## Situation et accès
Le pont est situé sur la route départementale D148 (ancienne D48). L'extrémité occidentale du pont se trouve à Vitry-sur-Seine, dans l'axe de l'avenue du Président-Salvador-Allende, au quai Jules-Guesde. L'extrémité orientale se trouve à Alfortville, dans l'axe de la rue Émile-Zola, au carrefour du quai Blanqui et du quai Jean-Baptiste-Clément.

## Dans la culture populaire
L'endroit est mentionné comme un lieu de baignade populaire dans les années 1920 par Louis Aragon dans Aurélien : « Ah, - dit-il, - au printemps il y a la Seine... Port-à-l'Anglais... Tu n'as jamais été à Port-à-l'Anglais... C'est avant Paris, ça fait qu'on se dit que c'est plus propre... Tu prends le tram... ».